# Старий Олексинець
Стари́й Оле́ксинець — село в Україні, у Лопушненській сільській громаді Кременецького району Тернопільської області. Розташоване на півдні району. До 2020 центр сільської ради, якій підпорядковане с. Івання. До Старого Олексинця приєднано хутори Ломаки, Попова Гора і Став, у зв'язку з переселенням мешканців хутір Сагани виведений з облікових даних. 
Населення села — 942 особи (2007). 
Село розташоване на березі річки Добринь, вище по течії на відстані в 0,5 км розташоване село Башуки, нижче по течії на відстані 1,5 км розташоване село Очеретне. На північний захід від села розташований ландшафтний заказник місцевого значення — «Витік річки Заломаної».

## Історія
Поблизу села виявлено археологічні пам'ятки ранньозалізного часу і давньоруської культури.
Перша писемна згадка — 1430 р.
Писемні відомості про с. Старий Олексинець є в «Историко-статистическом описании церквей и приходов Волынской епархии Кременецкого уезда» М.Теодоровича. Тут є згадка про те, що село належало до Збаразького повіту і становило власність спочатку князів Збаразьких, а відтак Вишнівецьких (Соломорецьких і Чарторийських).
У дільничому акті кн. Збаразьких — Солтана, Симеона і Василя та їх матері — від 19 липня 1463 року говориться про передачу села у володіння дочки Олександри, а до цього власником села був рідний брат Д. Байди Вишнівецького — Андрій Вишнівецький, який назвав село на честь свого імені — Андрієво, але ця назва існувала недовго. Коли за згаданим вище дільничим актом володаркою села стала дочка князів Збаразьких Олександра, вона і назвала село на честь свого імені — Олексинець.
1583 р. поселення згадане як власність князя Андрія Вишневецького, котрий звів замок. Не виключено, що укріплення на цьому місці були раніше, але замок вже побудував А. Вишневецький. Вишневецький укріпив дитинець системою земляних насипних укріплень, які з зовнішньої сторони були обкладені каменем та прикрашені тесаним каменем.
У ІІ-й пол. XIX ст. О. Ржищевський (Aleksander Rzyszczewski) перебудував його на неоґотичний палац.
Наприкінці XIX ст. Старий Олексинець — центр волості.
Діяли філії українського товариства «Просвіта» та інші.
В період окупації України Російською імперією в палаці проживав російський генерал — командувач царськими прикордонними військами. Кордон між Австро-Угорщиною та Росією проходив неподалік у Новому Олексинці до 1914 року, де знаходилася митниця.
1920—1939 — центр Староолексинецької ґміни Кременецького повіту Польщі.
В 1920 році в замок повернулися його власники, які і проживали там до 1939 року.
З 1939 року замок використовувався комуністами як склад і почав занепадати.
У березні 1944 р. в місцевому замку перебували відділ повстанців і штаб Енея (П. Олійника).
Після повернення комуністів, в 1944 році, замок в 50 роках XX століття повністю розібрали, виклавши дорогу в селі, та звели колгоспні будівлі. Від замку залишилися лише вали-укріплення.
12 червня 2020 року, відповідно до розпорядження Кабінету Міністрів України № 724-р «Про визначення адміністративних центрів та затвердження територій територіальних громад Тернопільської області», увійшло до складу Лопушненської сільської громади.
19 липня 2020 року, в результаті адміністративно-територіальної реформи та ліквідації Кременецького (1940-2020) району, село увійшло до складу новоутвореного Кременецького району.

## Населення
За даними перепису населення 2001 року мовний склад населення села був таким:
| Мова       | Число ос. | Відсоток |
| ---------- | --------- | -------- |
| українська |           | 99,49    |
| російська  |           | 0,51     |

## Пам'ятки

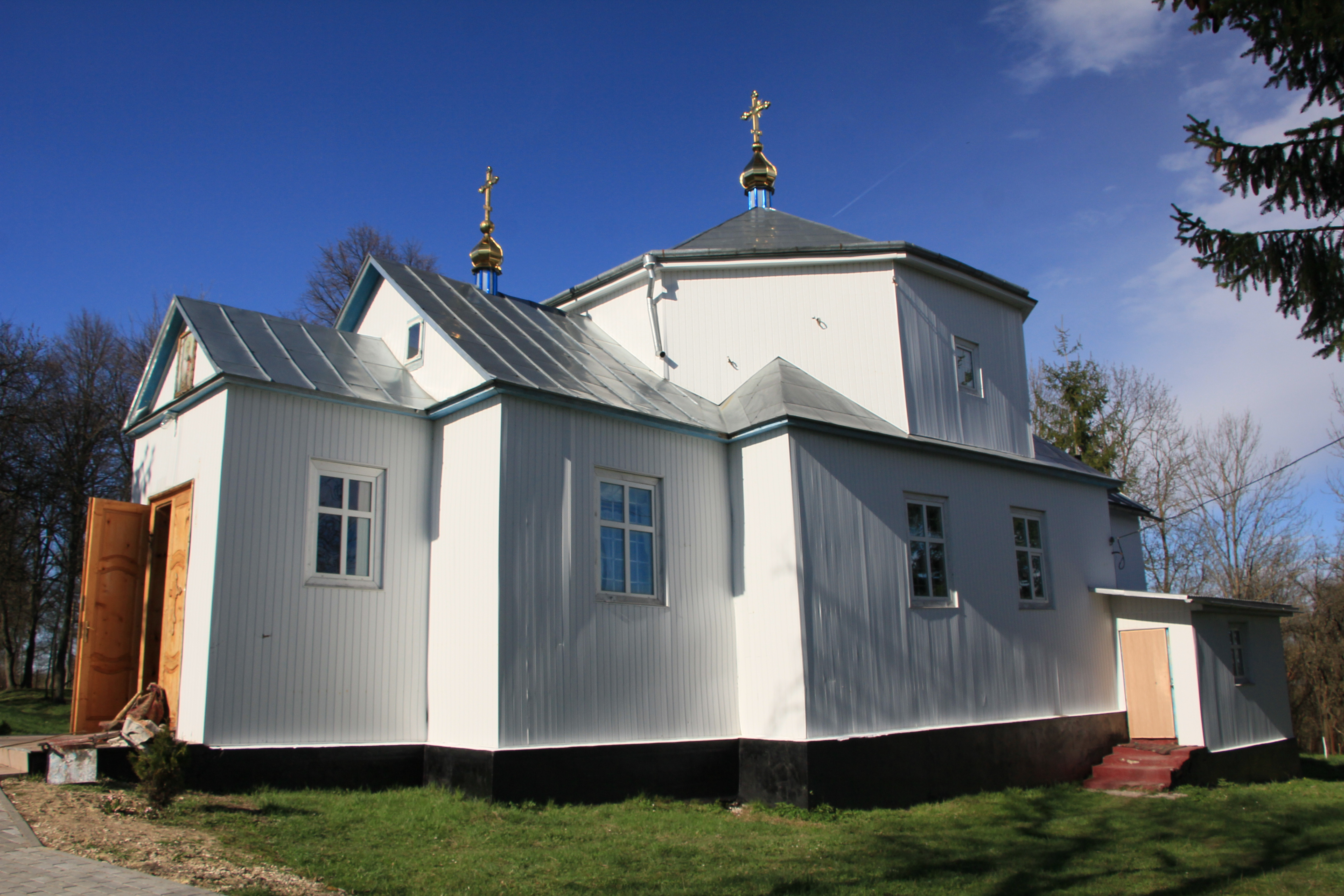
Дерев'яна церква

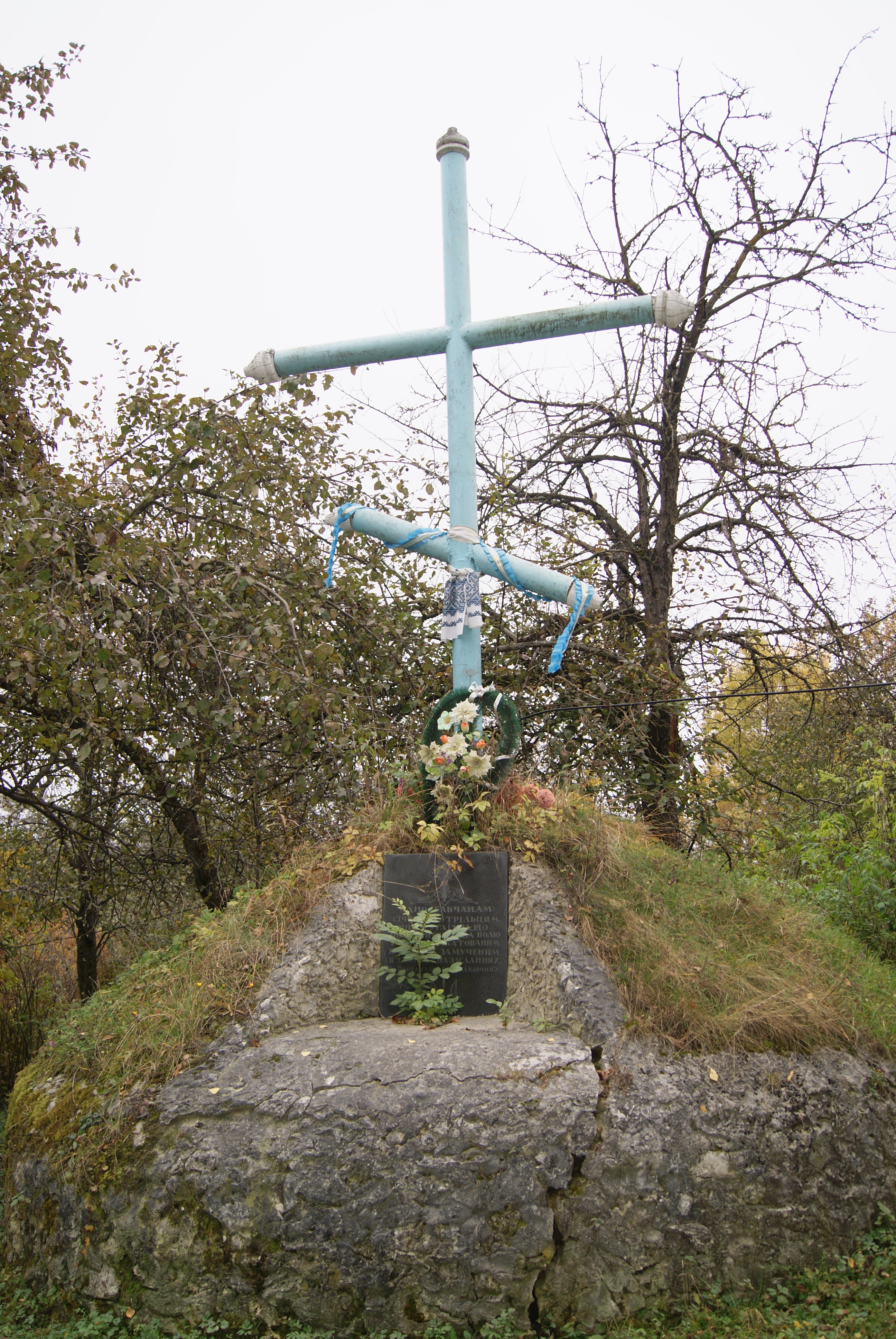
Хрест воїнам УПА

- церква святого апостола Андрія Первозванного (1756, мурована, ПЦУ)
- церква святого апостола Андрія Первозванного (1938, дерев'яна)
- костел святого Архангела Михаїла (поч. XVII ст.)
- Дім молитви ХВЄ.
- Споруджено пам'ятник воїнам-односельцям, полеглим у Німецько-радянській війні (1965), встановлено пам'ятний хрест воякам УПА (1992).

## Соціальна сфера
Працюють ЗОШ 1-3 ступ., будинок культури, бібліотека, амбулаторія, відділення зв'язку, цегельний завод, торгові заклади.

## Відомі люди

### Народилися
- Тоцький Микола Васильович — сотник Армії УНР, льотчик Повітряного флоту УНР;
- Горлинський О. — військовик,
- Гук В. — доктор економічний наук,
- Шегера Григорій Омелянович (* 1934) — краєзнавець, відмінник нар. освіти.

### Навчалися
- Лятуринська О. — поетка, публіцистка, скульпторка.

## Галерея

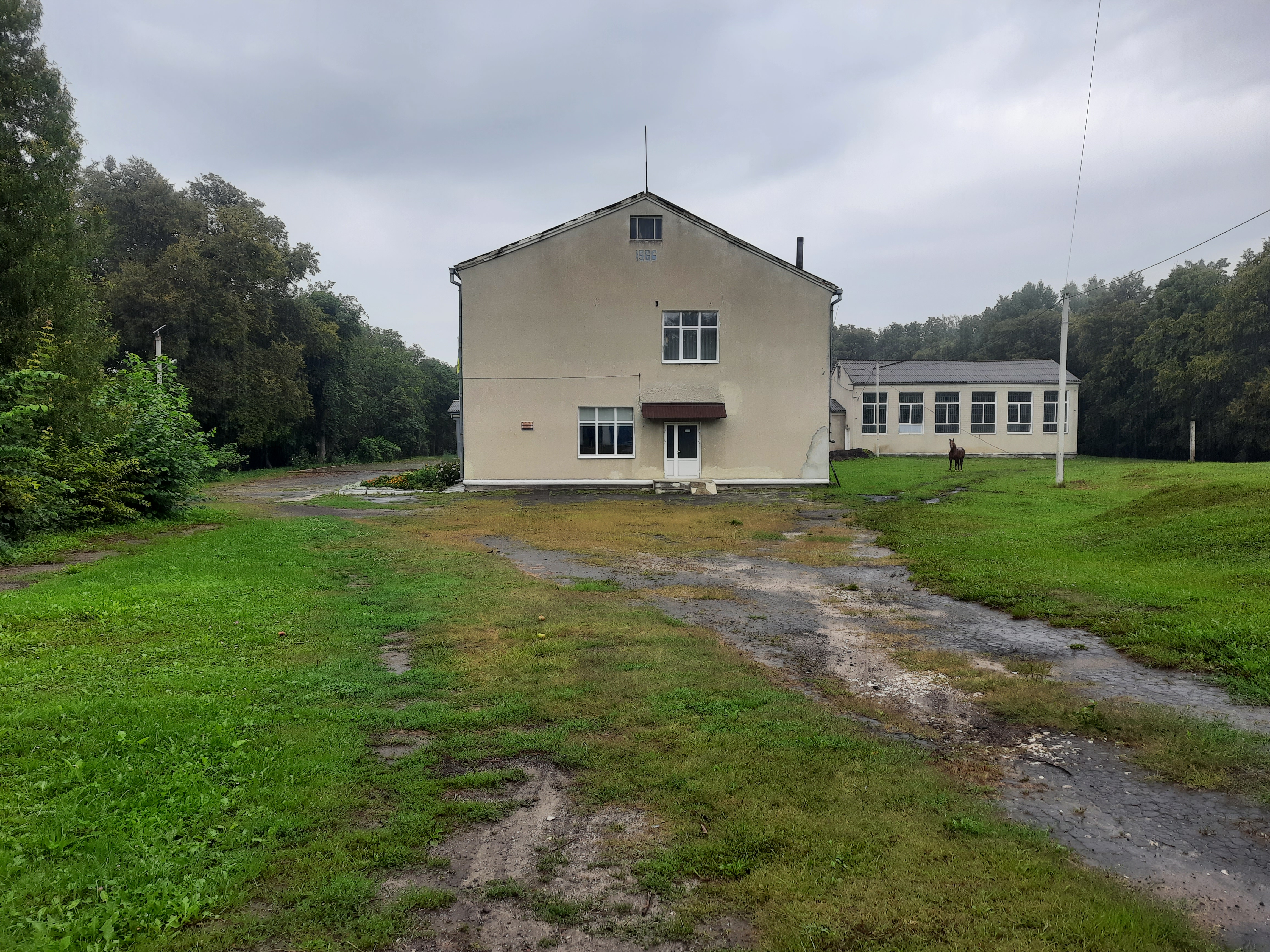
Школа
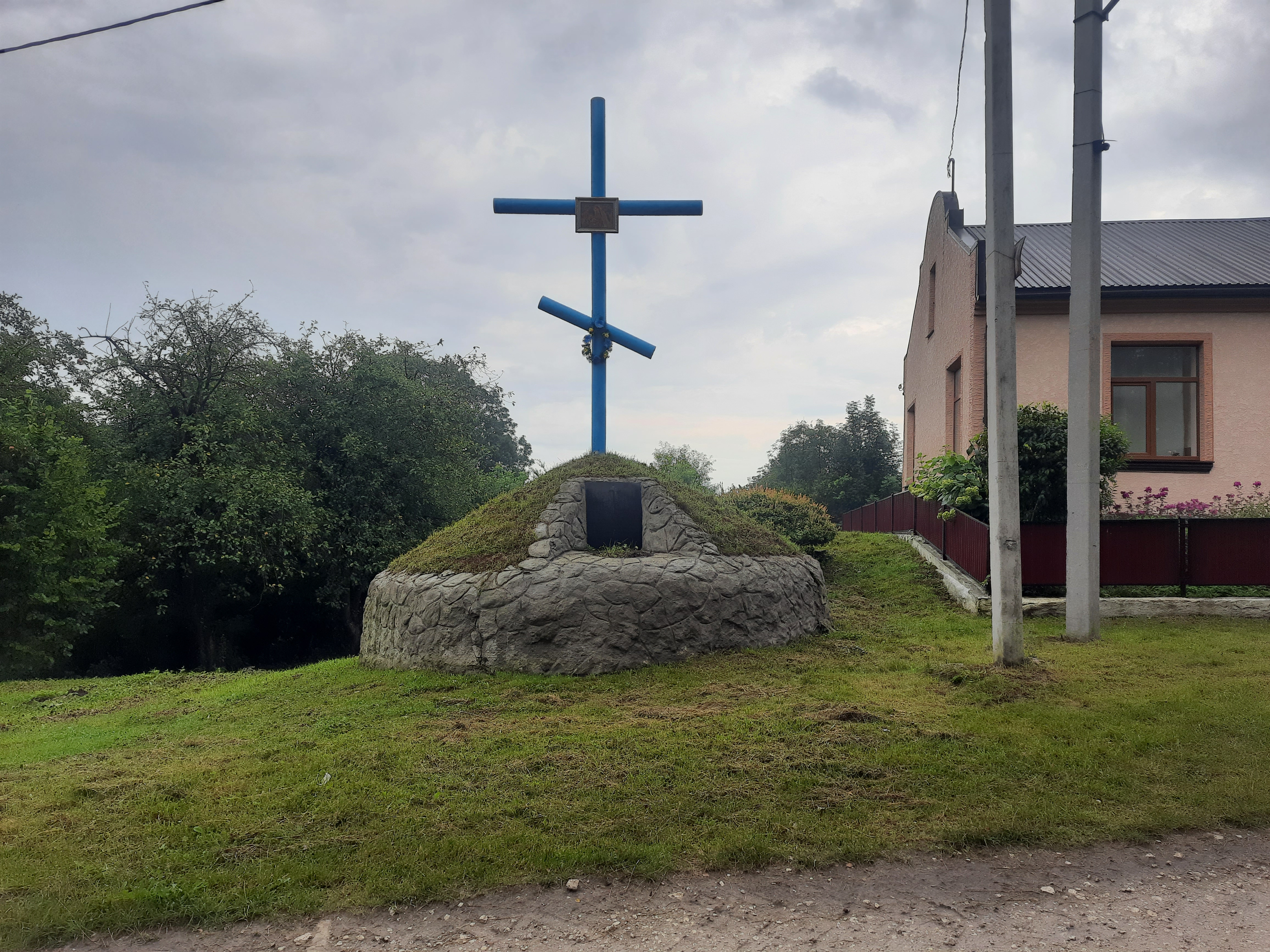
Символічна могила Борцям за волю України
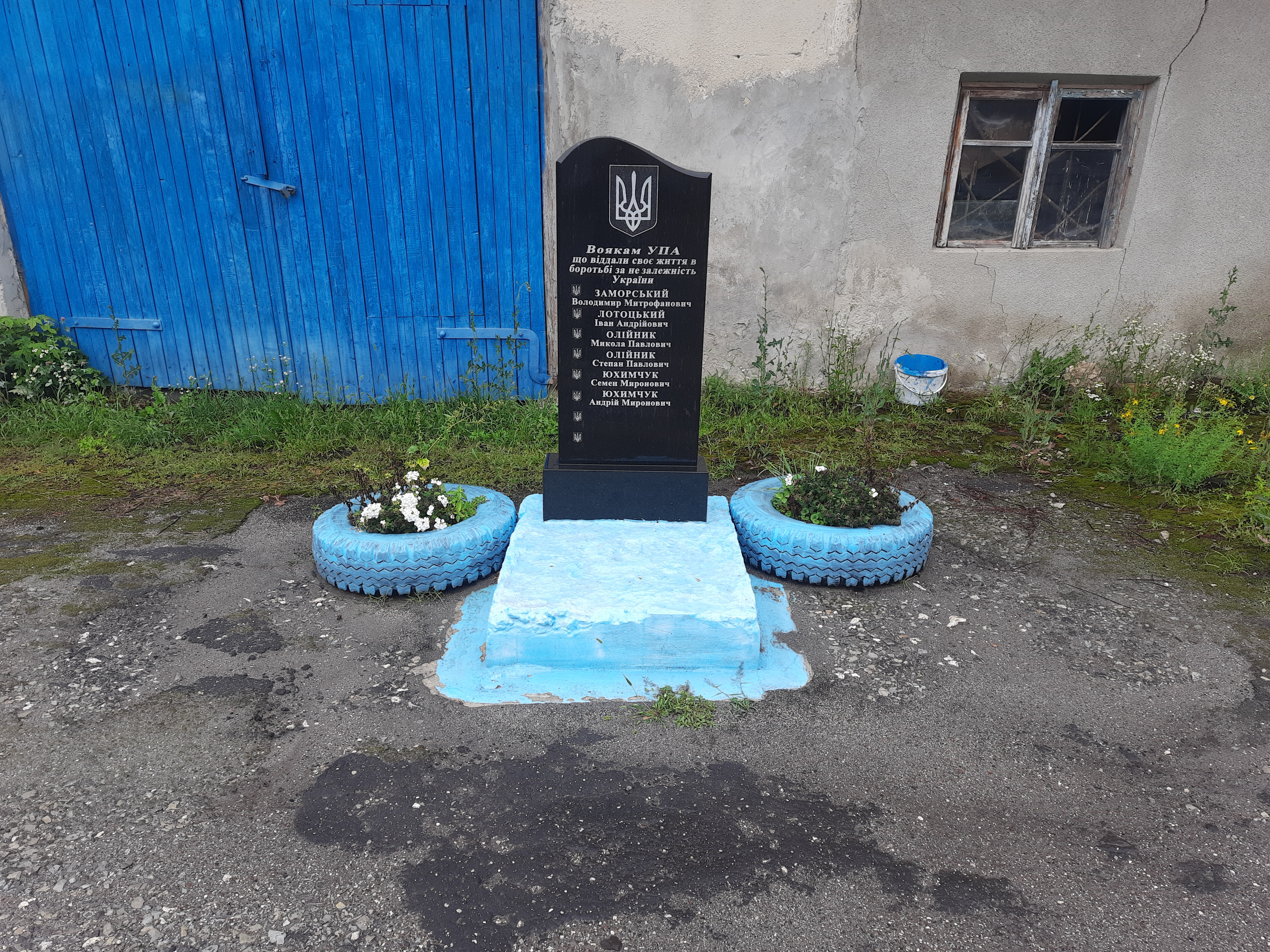
Пам'ятний знак в честь вояків УПА
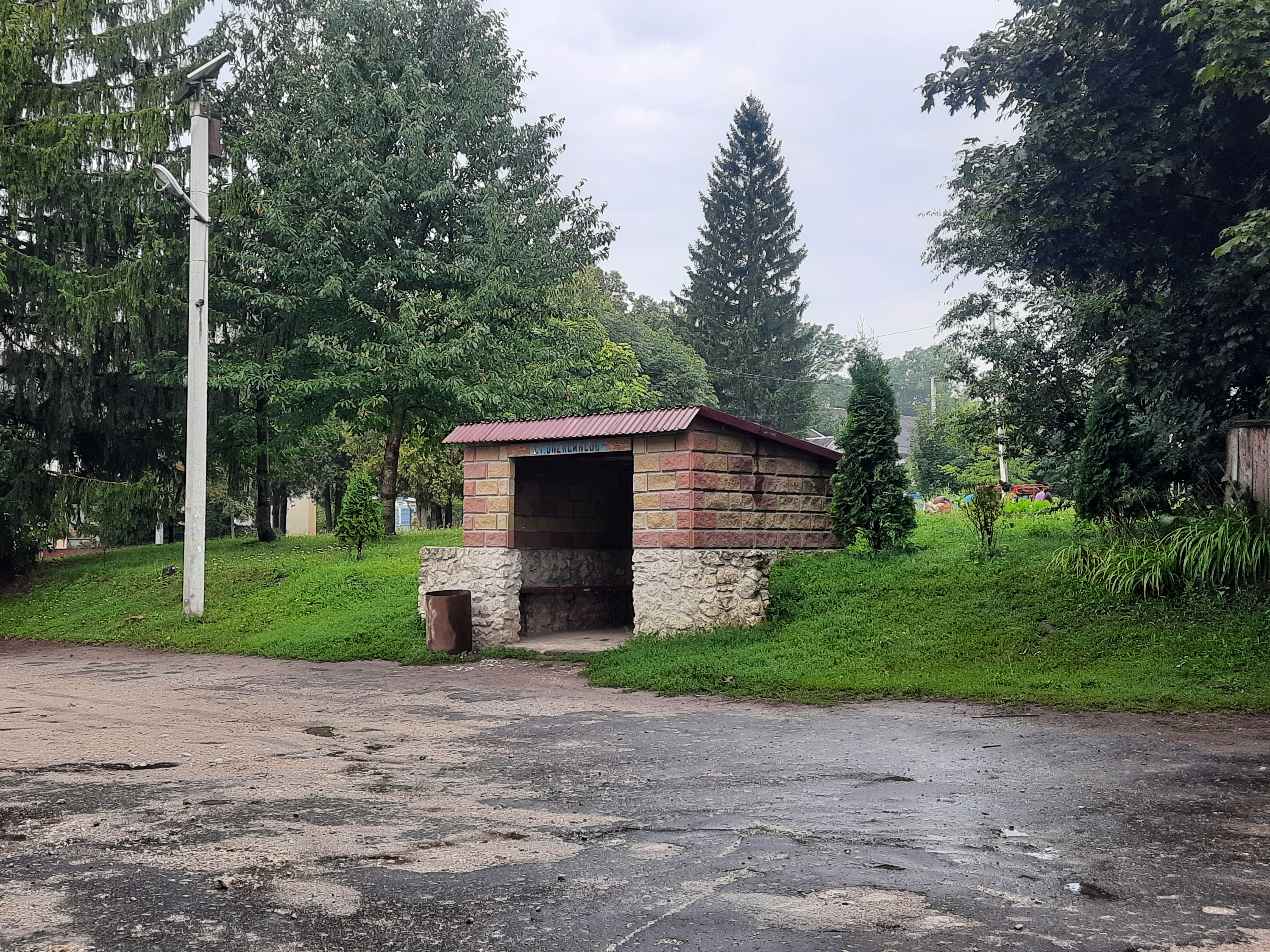
Автобусна зупинка
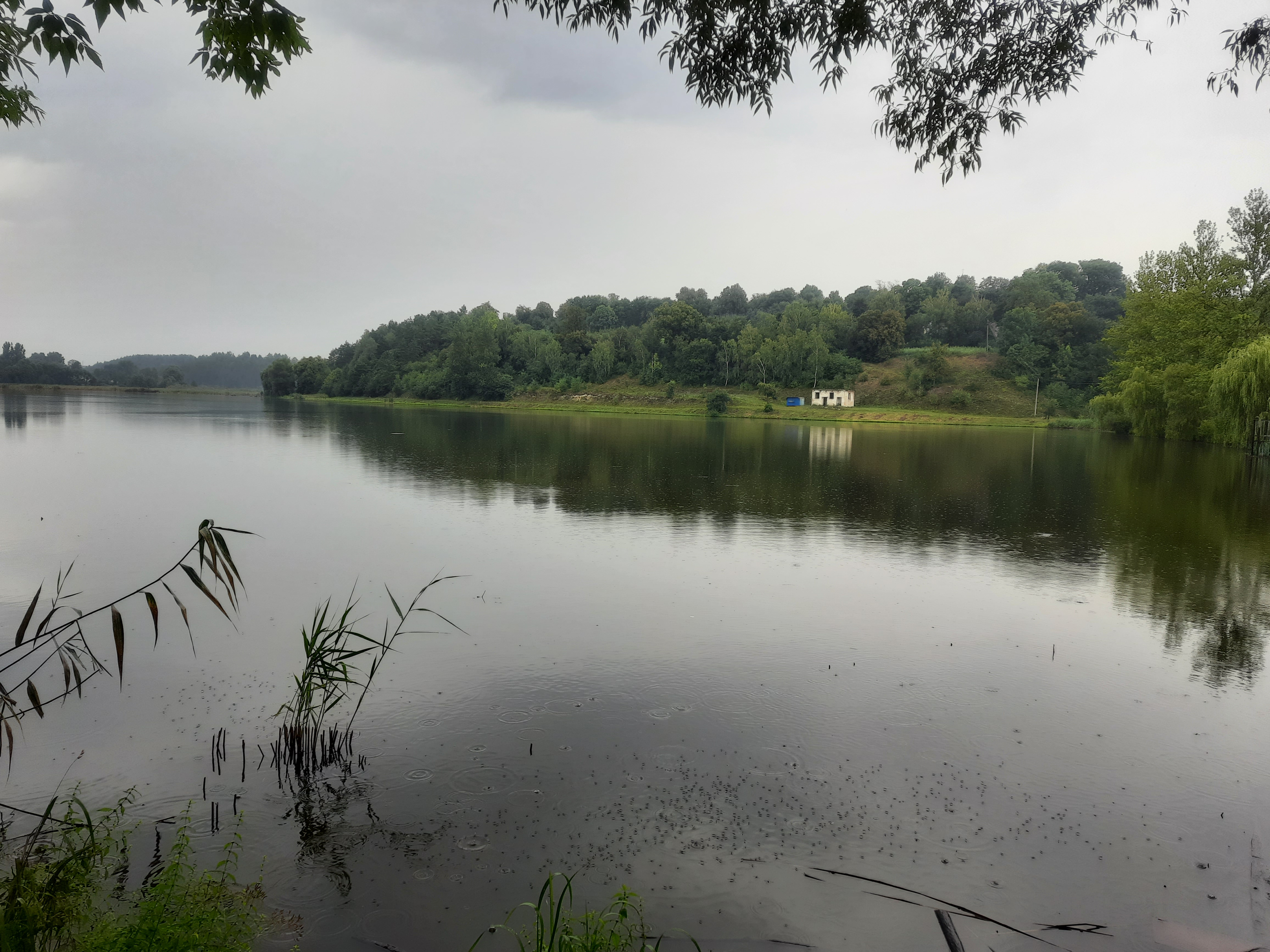
Став біля села